# Babyna
Babyna (ukrainisch Бабина; russisch Бабина Babina, polnisch Babina) ist ein Dorf in der ukrainischen Oblast Lwiw in der Westukraine mit etwa 1600 Einwohnern.

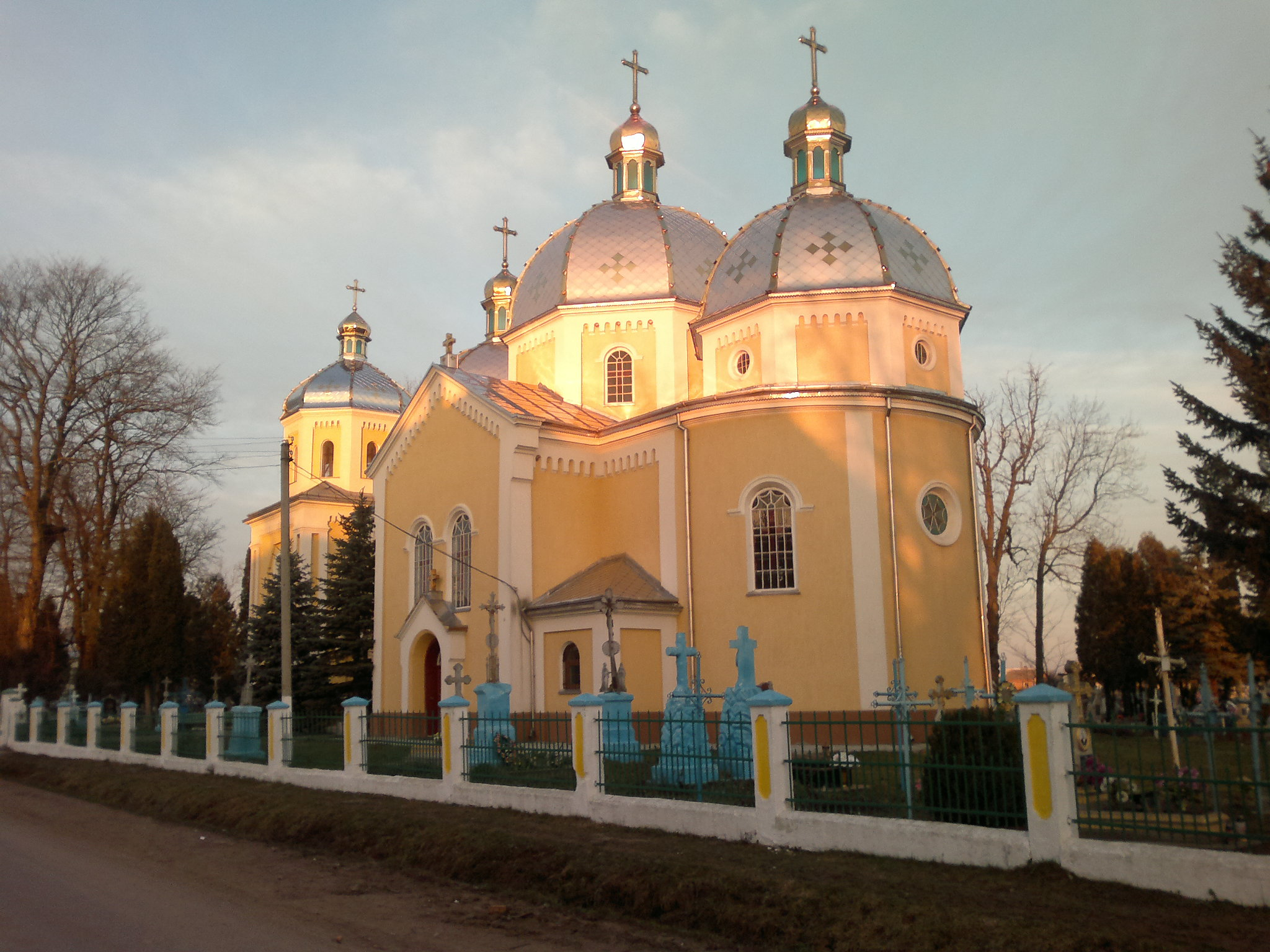
Kirche im Ort

Die Ortschaft liegt im Westen der historischen Landschaft Galizien im Rajon Sambir am Fluss Strywihor, etwa 7 Kilometer nordöstlich vom Rajonzentrum Sambir und 61 Kilometer südwestlich vom Oblastzentrum Lwiw entfernt.
Am 1. September 2015 wurde das Dorf zum Zentrum der neu gegründeten Landgemeinde Babyna (Бабинська сільська громада/Babynska silska hromada), zu dieser zählen auch noch die 9 Dörfer Berehy (Береги), Birtschyzi, Klymiwschtschyna (Климівщина), Kornytschi (Корничі), Kowynytschi (Ковиничі), Mistkowytschi (Містковичі),  Nowi Birtschyzi, Pynjany (Пиняни) und Sarajske (Зарайське), bis dahin bildete es mit Berehy und Pynjany die Landratsgemeinde Babyna.
Am 12. Juni 2020 wurde die Landgemeinde wieder aufgelöst und das Dorf der Stadtgemeinde Nowyj Kalyniw unterstellt.
Der Ort wurde 1292 zum ersten Mal schriftlich erwähnt, lag zunächst in der Adelsrepublik Polen-Litauen, Woiwodschaft Ruthenien, und kam 1772 als Babina zum damaligen österreichischen Kronland Galizien (bis 1918 dann im Bezirk Sambor).
Nach dem Ende des Ersten Weltkrieges kam er zu Polen, war hier ab 1921 als Babina in die Woiwodschaft Lwów, Powiat Sambor, Gmina Kalinów eingegliedert und wurde im Zweiten Weltkrieg erst von der Sowjetunion und ab 1941 bis 1944 von Deutschland besetzt und dem Distrikt Galizien angeschlossen. Nach der Rückeroberung durch sowjetische Truppen 1944 kam er 1945 wiederum zur Sowjetunion und wurde in die Ukrainische SSR eingegliedert, seit 1991 ist der Ort Teil der heutigen Ukraine.